# تل‌برج (گناوه)
تل‌برج، روستایی است از توابع بخش مرکزی شهرستان گناوه استان بوشهر ایران.

## جمعیت
این روستا در دهستان حیات داوود قرار دارد و بر اساس سرشماری سال ۱۳۸۵ آمار رسمی جمعیت آن ۴۳نفر (۷خانوار) می‌باشد.